# Erasinus
Erasinus Simon, 1899 è un genere di ragni appartenente alla famiglia Salticidae.

## Caratteristiche
Tutti gli esemplari analizzati delle tre specie sono di sesso maschile. L'aracnologo Simon stimò questo genere molto simile a Viciria Thorell, 1877.
Analizzando la forma del pedipalpo maschile di E. gracilis si nota la precisa corrispondenza con quello del genere Epeus Peckham & Peckham, 1886, che venne staccato da Viciria nel 1984.

## Distribuzione
Le tre specie oggi note di questo genere sono state rinvenute in Indonesia e sono tutti endemismi: uno di Sumatra, uno di Giava e uno del Borneo.

## Tassonomia
A dicembre 2010, si compone di tre specie:
- Erasinus flagellifer Simon, 1899[3] — Sumatra
- Erasinus flavibarbis Simon, 1902 — Giava
- Erasinus gracilis Peckham & Peckham, 1907 — Borneo

### Specie trasferite
- Erasinus labiatus (Thorell, 1877); trasferita al genere Portia Karsch, 1878, con la denominazione di Portia labiata [4], a seguito di un lavoro dell'aracnologo Wanless del 1978[2].